# グウィディオン
グウィディオン（Gwydion）は、ケルト神話（ウェールズ神話）の英雄の一人で、ドーンの息子。姉であるアリアンロッドと近親相姦の情を交わし、ディラン・エイル・トンとスェウ・スァウ・ゲファスの二人の子供を儲ける。自分の叔父にあたるマソヌウイの息子マースのもとで魔術を学んだ。グウィディオンという名前は「博識」を意味する。